# Switching Channels
Switching Channels is een Amerikaanse filmkomedie uit 1988 onder regie van Ted Kotcheff. De film is een verfilming van het Broadway-toneelstuk The Front Page uit 1928 en is tevens een remake van de verfilming uit 1931 alsmede de film His Girl Friday (1940).

## Verhaal
Bij een modern televisiestation in Chicago wil de sterpresentatrice Christy ontslag nemen na de zoveelste ruzie met haar baas en tevens ex-echtgenoot Sully. Ze staat op het punt te trouwen met de glanzend aantrekkelijke zakenman Blaine en hoopt met het indienen van haar ontslag een oud hoofdstuk af te sluiten en een nieuwe te beginnen.
Sully wil niet dat Christy verdwijnt uit zijn leven en doet haar een zakenvoorstel dat ze niet kan weigeren. Hij biedt haar de kans om de regie van 's werelds eerste live uitzending van een executie op zich te nemen. Ondertussen maakt hij het leven van Blaine zo moeilijk mogelijk.

## Rolverdeling
| Acteur            | Personage                   |
| ----------------- | --------------------------- |
| Kathleen Turner   | Christy Colleran            |
| Burt Reynolds     | John L. 'Sully' Sullivan IV |
| Christopher Reeve | Blaine Bingham              |
| Ned Beatty        | Roy Ridnitz                 |
| Henry Gibson      | Ike Roscoe                  |
| George Newbern    | Siegenthaler                |

## Productie
Aanvankelijk zou Michael Caine de hoofdrol vertolken; hij werd later vervangen door Burt Reynolds. Reynolds en Kathleen Turner konden tijdens de opnamen niet goed met elkaar opschieten; Turner vertelde in een interview in 2018 dat Reynolds haar op de eerste draaidag al aan het huilen maakte. Reynolds op zijn beurt noemde Turner de 'meest overschatte actrice uit de jaren '70 en '80'. 

## Ontvangst
De film kreeg destijds negatieve kritieken van zowel de Amerikaanse als Nederlandse pers. Recensent van het Algemeen Dagblad schreef: "Hoe je deze film, die zich schoksgewijs ontwikkelt, ook wendt of keert, als blijspel voor de bioscoop blijft het een slap aftreksel van wat eens een hartveroverende humor in een oersterk verhaal is geweest." Criticus van De Volkskrant schreef: "Turner en Reynolds spelen hun rollen geroutineerd en gooien er niet helemaal met hun pet naar, maar buitengewoon enerverend is niet de beste kwalificatie. Hoogstens: wel aardig."
Recensent van De Telegraaf schreef: "Misstanden in de tv-journalistiek en in de politiek worden speels en luidruchtig aan de kaak gesteld, maar dat gebeurt met zo'n kabaal en met zo'n overdrijving dat er nauwelijks nog iets geloofwaardigs overblijft." Criticus van Trouw schreef: "Lawaai, tumult, drukte genoeg, daar niet van, wisecracks en spannende situaties, liefdesperikelen en werkdrift, zelfs een elektrische stoel die het op het laatste ogenblik laat afweten, maar toch... nada. Slappe was. Had niet gehoeven, die film."